# 前辈未至之境 (TNG)
前人所未至的领域（英文：Where No One Has Gone Before）是美国科幻电视剧《星际旅行：下一代》的第一季第六集。在这一集中，星际联邦批准了一名工程师携其助手登上联邦星舰进取号优化曲速引擎，但优化过程中，企业号竟然以超乎想象的速度在几分钟里航行了2700000光年。

## 剧情
为了让一位身在联邦星舰无畏号的推进系统工程师及其助手优化联邦星舰进取号的曲速引擎，让-吕克·皮卡尔带领着企业号与这艘无畏号汇合。工程师科金斯基与其助手传送到了企业号上，并准备进行优化工作。早在此前，企业號的一些船员就对此次优化产生质疑，因为经过计算机的运算，表明科金斯基的优化程序对引擎并无影响，但有趣的是，前几艘经过科金斯基优化的星舰都比原来表现的更好。由于是星际联邦下达的命令，企业号只好答应这次的优化。但在优化过程中，企业号竟然以超乎想象的速度在几分钟里航行了2700000光年，到达了M33。根据计算，要以正常速度返回银河系的话，要用300地球年的时间。科金斯基则表现的不以为然，反而认为他达成了一个科学上的新发现，因为从没有一个人类到达过这么远的地方。科金斯基声称可以使用同样的方法把他们带回银河系。但第二次优化程序并没有把他们带回银河，反而到达了一个神秘的宇宙空间。在这个空间中，人们的想象会变成现实，且企业号的装置都无法确定他们所在的位置。在第二次优化中，科金斯基的助手出现了位移现象，这差点要了他的命，而贝弗莉·柯洛夏医生却无法对他进行治疗，因为医疗设备无法辨别出来他的生命形态。而卫斯理·柯洛夏则在优化期间看穿了科金斯基的把戏，原来，科金斯基输入的公式都是无用的公式，真正使企业号航行是其助手。皮卡尔舰长要求医生强行唤醒昏迷了的助手，经过问询，大家才知道原来这名助手是一位“旅行者”，旅行者有着强大的能力，可以在空间和时间上旅行。他犯了一个小错误，才把企业號带进危险中。旅行者十分内疚，决定不顾自己的身体帮助企业号返回银河。最终，在第三次优化过程中，企业号返回了银河系，旅行者却消失不见了。